# NGC 3483
NGC 3483 is een spiraalvormig sterrenstelsel in het sterrenbeeld Waterslang. Het hemelobject werd op 10 mei 1834 ontdekt door de Britse astronoom John Herschel.

## Synoniemen
- ESO 438-1
- MCG -5-26-16
- AM 1056-281
- PGC 33060